# Ya es muy tarde
«Ya es muy tarde» es el primer sencillo del sexto álbum de la cantante mexicana Yuridia. Fue lanzado el viernes 26 de junio de 2015. El sencillo fue escrito por José Luis Roma, del dúo Río Roma. Con este disco la cantante mexicana celebró sus diez años de trayectoria.

## Información
La canción aborda el reclamo de una mujer hacia alguien que la enamoró sin tener intenciones de establecer una relación seria. Parte de la canción dice: "solo ven y ayúdame con una duda, si no me ibas a amar ¿para qué me hiciste tuya?"

## Video
El videoclip fue grabado a principios del mes de julio de 2015. Éste es el primer videoclip en el que Yuridia es la protagonista de la historia. El vídeo fue lanzado a través de Vevo el 14 de agosto. El vídeo cuenta con más de  48 000 000 visitas.[cita requerida]

## Posición en listas
| Listas (2015)               | Posición alcanzada |
| --------------------------- | ------------------ |
| Mexico Airplay              | 18                 |
| Español Airplay             | 4                  |
| Billboard Hot Latin Songs   | 36                 |
| Billboard Latin Airplay     | 34                 |
| Billboard Latin Pop Airplay | 15                 |

## Certificaciones
| País   | Organismo certificador | Certificación | Ref.  |
| ------ | ---------------------- | ------------- | ----- |
| México | AMPROFON               | Platino + Oro | [ 3 ] |

## Lanzamiento
| País   | Fecha               | Formato          |
| ------ | ------------------- | ---------------- |
| México | 26 de julio de 2015 | Descarga digital |